# 加惠臺
加惠臺（英語：Cayman Rise）是香港中西區堅尼地城的一個市值發展項目，位於加惠民道29號，位於堅尼地城，由香港房屋協會發展的住宅物業，由呂元祥建築師事務所設計，鶴記營造承建，本來是夾心階層住屋屋苑，後來改為市值發展項目出售。加惠臺位於香港堅尼地城西部，鄰近港鐵堅尼地城站、西環邨、觀龍樓及堅尼地城海旁。加惠臺共有兩幢，每座樓高31層（住宅層數由7樓開始）一層八伙住宅單位，共設有496個單位，建築面積588-808平方呎。加惠臺隸屬中西區校網。屋苑設有住客會所、停車場、平台花園、兒童遊戲室、乒乓球室、健身室、多用途遊戲室、桑拿浴室等設施。

## 外部參考
1. ↑  . 香港房屋協會. 2001-07.

- 加惠臺 官方網頁(香港房屋協會)
- 物業資料簡介 (香港房屋協會)
- 屋苑天書--附:物業簡介及平面圖 (美聯物業) （页面存档备份，存于）